# 過海隧道巴士109線
過海隧道巴士109線是香港的一條過海隧道巴士路線，由九巴及城巴聯合營運，來往何文田及中環（港澳碼頭），途經灣仔（皇后大道東）、金鐘、中環及上環。

## 歷史
- 1986年5月5日：本線投入服務，由九巴及中巴合營，只於平日0700－1900提供服務。
- 1996年3月4日：本線加入空調巴士行走。
- 1996年6月：本線的九巴派車全數改為空調巴士。
- 1998年9月1日：中巴專營權結束，本線改由九巴及新巴合營。
- 1999年7月5日：本線延長平日服務時間至凌晨，假日仍不設服務。
- 1999年10月17日：加設假日服務。
- 2000年：本線新巴派車亦全數改為空調巴士。
- 2003年6月29日：本線遷入新何文田邨公共運輸交匯處，往港澳碼頭方向不再途經常盛街。
- 2011年8月16日：配合港鐵觀塘綫延綫工程，往何文田方向臨時改經漆咸道北、北拱街、信用街及佛光街，然後返回原有路線，並於漆咸道北近山谷道增設巴士站[1][2]。
- 2016年4月17日：九巴班次增設到站時間預報。
- 2016年9月27日：配合仁風街重新開放，往何文田方向於抵達漆咸道北後，恢復改經仁風街前往佛光街，同時取消山谷道分站[3][4]。
- 2017年7月9日：何文田邨公共運輸交匯處由當日起永久封閉，何文田巴士總站遷往常富街西行近皓畋的路旁停車灣。
- 2018年7月27日：新巴班次增設實時抵站時間查詢服務。
- 2023年7月1日：因應新巴城巴合併，本線改由九巴及城巴聯合經營。

## 服務時間及班次
| 何文田開         | 何文田開    | 何文田開     | 中環（港澳碼頭）開 | 中環（港澳碼頭）開 | 中環（港澳碼頭）開 |
| 日期             | 服務時間    | 班次（分鐘） | 日期               | 服務時間           | 班次（分鐘）       |
| ---------------- | ----------- | ------------ | ------------------ | ------------------ | ------------------ |
| 星期一至五       | 06:45       | 06:45        | 星期一至五         | 07:00-07:45        | 22/23              |
| 星期一至五       | 07:00-07:40 | 10           | 星期一至五         | 07:55-08:15        | 10                 |
| 星期一至五       | 07:40-08:30 | 8/9          | 星期一至五         | 08:15-08:30        | 15                 |
| 星期一至五       | 08:40-09:00 | 10           | 星期一至五         | 08:50-09:30        | 20                 |
| 星期一至五       | 09:00-09:30 | 15           | 星期一至五         | 09:45-10:30        | 15                 |
| 星期一至五       | 09:50-10:30 | 20           | 星期一至五         | 10:50-11:30        | 20                 |
| 星期一至五       | 10:45-11:00 | 15           | 星期一至五         | 11:45-12:00        | 15                 |
| 星期一至五       | 11:00-11:40 | 20           | 星期一至五         | 12:00-12:40        | 20                 |
| 星期一至五       | 12:00-12:40 | 20           | 星期一至五         | 13:00-13:40        | 20                 |
| 星期一至五       | 13:00-13:40 | 20           | 星期一至五         | 14:00-14:40        | 20                 |
| 星期一至五       | 14:00-15:00 | 20           | 星期一至五         | 15:00-16:00        | 20                 |
| 星期一至五       | 15:20-16:20 | 20           | 星期一至五         | 16:20-17:20        | 15                 |
| 星期一至五       | 16:40-17:40 | 20           | 星期一至五         | 17:32-18:20        | 15                 |
| 星期一至五       | 17:55-18:40 | 15           | 星期一至五         | 18:20-18:35        | 15                 |
| 星期一至五       | 18:40-19:00 | 20           | 星期一至五         | 18:50-19:50        | 15                 |
| 星期一至五       | 19:20-20:20 | 20           | 星期一至五         | 20:10-21:10        | 20                 |
| 星期一至五       | 20:40-21:20 | 20           | 星期一至五         | 21:30-22:10        | 20                 |
| 星期一至五       | 21:40-22:20 | 20           | 星期一至五         | 22:30-23:10        | 20                 |
| 星期一至五       | 22:40-23:20 | 20           | 星期一至五         | 23:30-23:50        | 16                 |
| 星期一至五       | 23:41-00:06 | 25           | 星期一至五         | 23:50-00:06        | 16                 |
| 星期六           | 07:00-07:25 | 12/13        | 星期六             | 07:00-07:40        | 20                 |
| 星期六           | 07:25-07:40 | 15           | 星期六             | 07:52-08:30        | 12/13              |
| 星期六           | 07:55-08:10 | 15           | 星期六             | 08:45-09:00        | 15                 |
| 星期六           | 08:10-08:30 | 20           | 星期六             | 09:00-09:20        | 20                 |
| 星期六           | 08:45-09:00 | 15           | 星期六             | 09:35-10:10        | 15/20              |
| 星期六           | 09:00-09:20 | 20           | 星期六             | 10:27-11:18        | 17                 |
| 星期六           | 09:35-09:50 | 15           | 星期六             | 11:35-12:09        | 17                 |
| 星期六           | 09:50-10:10 | 20           | 星期六             | 12:26-13:00        | 17                 |
| 星期六           | 10:27-11:18 | 17           | 星期六             | 13:17-13:51        | 17                 |
| 星期六           | 11:33-12:03 | 15           | 星期六             | 14:08-14:42        | 17                 |
| 星期六           | 12:03-12:17 | 14           | 星期六             | 14:59-15:33        | 12                 |
| 星期六           | 12:31-12:46 | 15           | 星期六             | 15:52-16:30        | 19                 |
| 星期六           | 12:46-13:00 | 14           | 星期六             | 16:44-16:58        | 14                 |
| 星期六           | 13:17-13:51 | 17           | 星期六             | 16:58-17:10        | 12                 |
| 星期六           | 14:08-14:42 | 17           | 星期六             | 17:10-17:20        | 10                 |
| 星期六           | 14:59-15:33 | 17           | 星期六             | 17:32-18:10        | 12/13              |
| 星期六           | 15:50-16:30 | 20           | 星期六             | 18:26-19:00        | 17                 |
| 星期六           | 16:50-17:20 | 15           | 星期六             | 19:17-19:51        | 17                 |
| 星期六           | 17:30-18:10 | 20           | 星期六             | 20:08-20:42        | 17                 |
| 星期六           | 18:26-19:00 | 17           | 星期六             | 20:59-21:33        | 17                 |
| 星期六           | 19:17-19:51 | 17           | 星期六             | 21:50-22:24        | 17                 |
| 星期六           | 20:08-20:42 | 17           | 星期六             | 22:41-23:15        | 17                 |
| 星期六           | 20:59-21:33 | 17           | 星期六             | 23:32-00:06        | 17                 |
| 星期六           | 21:50-22:24 | 17           |                    |                    |                    |
| 星期六           | 22:41-23:15 | 17           |                    |                    |                    |
| 星期六           | 23:32-00:06 | 17           |                    |                    |                    |
| 星期日及公眾假期 | 07:20-07:56 | 18           | 星期日及公眾假期   | 07:20-07:56        | 18                 |
| 星期日及公眾假期 | 08:14-08:48 | 17           | 星期日及公眾假期   | 08:14-08:48        | 17                 |
| 星期日及公眾假期 | 09:05-09:39 | 17           | 星期日及公眾假期   | 09:05-09:39        | 17                 |
| 星期日及公眾假期 | 09:56-10:30 | 17           | 星期日及公眾假期   | 09:56-10:30        | 17                 |
| 星期日及公眾假期 | 10:47-11:21 | 17           | 星期日及公眾假期   | 10:47-11:21        | 17                 |
| 星期日及公眾假期 | 11:38-12:12 | 17           | 星期日及公眾假期   | 11:38-12:12        | 17                 |
| 星期日及公眾假期 | 12:29-13:03 | 17           | 星期日及公眾假期   | 12:29-13:03        | 17                 |
| 星期日及公眾假期 | 13:20-13:54 | 17           | 星期日及公眾假期   | 13:20-13:54        | 17                 |
| 星期日及公眾假期 | 14:11-14:45 | 17           | 星期日及公眾假期   | 14:11-14:45        | 17                 |
| 星期日及公眾假期 | 15:02-15:36 | 17           | 星期日及公眾假期   | 15:02-15:36        | 17                 |
| 星期日及公眾假期 | 15:53-16:27 | 17           | 星期日及公眾假期   | 15:53-16:27        | 17                 |
| 星期日及公眾假期 | 16:44-17:18 | 17           | 星期日及公眾假期   | 16:44-17:18        | 17                 |
| 星期日及公眾假期 | 17:35-18:09 | 17           | 星期日及公眾假期   | 17:35-18:09        | 17                 |
| 星期日及公眾假期 | 18:26-19:00 | 17           | 星期日及公眾假期   | 18:26-19:00        | 17                 |
| 星期日及公眾假期 | 19:17-19:51 | 17           | 星期日及公眾假期   | 19:17-19:51        | 17                 |
| 星期日及公眾假期 | 20:08-20:42 | 17           | 星期日及公眾假期   | 20:08-20:42        | 17                 |
| 星期日及公眾假期 | 20:59-21:33 | 17           | 星期日及公眾假期   | 20:59-21:33        | 17                 |
| 星期日及公眾假期 | 21:50-22:24 | 17           | 星期日及公眾假期   | 21:50-22:24        | 17                 |
| 星期日及公眾假期 | 22:41-23:05 | 17           | 星期日及公眾假期   | 22:41-23:05        | 17                 |
| 星期日及公眾假期 | 23:32-00:06 | 17           | 星期日及公眾假期   | 23:32-00:06        | 17                 |

- 註：有紅字班次為九巴派車，其餘班次為城巴派車。

## 收費
全程：$12.2
- 跑馬地馬場往中環（港澳碼頭）／紅磡海底隧道往何文田：$7.7

| - 本線設有12歲以下小童及65歲或以上長者半價優惠。 - 65歲或以上香港居民使用「樂悠咭」，以及12歲以下合資格殘疾兒童使用「殘疾人士身份」個人八達通繳付車資，均可享有每程$2.0或半價（以較低者為準）的票價優惠；12至64歲合資格殘疾人士使用「殘疾人士身份」個人八達通（包括「樂悠咭」），以及60至64歲香港居民使用「樂悠咭」繳付車資，均可享有每程$2.0或全費（以較低者為準）的票價優惠。 - 65歲或以上長者如使用長者或一般個人八達通繳付車資，則只可享有半價優惠；12至64歲合資格殘疾人士如不使用「殘疾人士身份」個人八達通，以及60至64歲人士如不使用「樂悠咭」繳付車資，必須繳付全費。 - 乘客可以現金或八達通於上車時付款，不設找續。 - 每位成人乘客可免費攜帶最多兩名4歲以下而不佔座位的兒童乘客乘車，超額之4歲以下小童必須繳付小童車費乘車。 - 持有「九巴月票」之乘客在車票有效期內，每日可享最多10程任何九龍巴士及龍運巴士路線（包括本路線，合資格車程只適用於九龍巴士／龍運巴士提供的班次；惟乘搭機場「A」及「NA」線則可享原價二七折優惠（不會計算每天10次合資格車程））；而B1線則可每日可享最多2程（不會計算每天10次合資格車程）。 - 九龍巴士、城巴、龍運巴士及陽光巴士全職員工及家屬（不包括外判職員）可免費乘搭本路線（陽光巴士員工及家屬只適用於九龍巴士提供的班次），惟必須拍職員或職員家屬八達通。 - 乘客亦可使用AlipayHK「易乘碼」、支付寶、WeChatHK／微信支付「搭車碼」、銀聯雲閃付「乘車碼」及BOC Pay「乘車碼」、具有感應式支付功能的JCB、卡美國運通、大來國際、Discover Card（只適用於九龍巴士／龍運巴士提供的班次）、VISA、Mastercard及銀聯卡，以及Apple Pay、Google Pay及Samsung Pay流動支付平台繳付車資。九巴班次的乘客使用上述付款方式，將只可享有與其他九巴路線／聯營路線九巴班次之轉乘優惠；城巴班次的乘客使用上述付款方式，將只可享有與其他城巴獨營路線或聯營線城巴班次之轉乘優惠。乘客亦不能享有「公共交通費用補貼計劃」及「長者及合資格殘疾人士公共交通票價優惠計劃」。 |

## 八達通轉乘優惠
乘搭此線往港島方向之乘客於登車後150分鐘內在海底隧道巴士轉乘站轉乘以下路線，第二程成人票價便可減收$3.5，小童／長者票價減收$1.8，乘客必須在150分鐘內轉車。
| 紅隧轉乘優惠計劃路線列表 | 紅隧轉乘優惠計劃路線列表 | 紅隧轉乘優惠計劃路線列表 | 紅隧轉乘優惠計劃路線列表 |
| 巴士公司                 | 轉乘路線                 | 出發地                   | 目的地                   |
| ------------------------ | ------------------------ | ------------------------ | ------------------------ |
| 城巴、九巴               | 101                      | 觀塘（裕民坊）           | 堅尼地城                 |
| 城巴、九巴               | 102                      | 美孚                     | 筲箕灣                   |
| 城巴、九巴               | 102P                     | 美孚                     | 筲箕灣                   |
| 城巴、九巴               | 103                      | 竹園邨                   | 蒲飛路                   |
| 城巴、九巴               | 104                      | 白田                     | 堅尼地城                 |
| 城巴、九巴               | 106                      | 黃大仙                   | 小西灣（藍灣半島）       |
| 城巴、九巴               | 106P                     | 黃大仙                   | 小西灣（藍灣半島）       |
| 城巴                     | 106A                     | 黃大仙                   | 太古（康怡廣場）         |
| 城巴、九巴               | 107                      | 九龍灣                   | 華貴邨                   |
| 城巴、九巴               | 107P                     | 海逸豪園                 | 數碼港                   |
| 九巴                     | 108                      | 九龍灣（啟業）           | 寶馬山                   |
| 城巴、九巴               | 109                      | 何文田                   | 中環（港澳碼頭）         |
| 城巴、九巴               | 110                      | 尖沙咀東（麼地道）       | 筲箕灣                   |
| 城巴、九巴               | 111                      | 坪石                     | 中環（港澳碼頭)          |
| 城巴、九巴               | 111P                     | 彩福                     | 中環（港澳碼頭)          |
| 城巴、九巴               | 112                      | 蘇屋                     | 北角（百福道）           |
| 城巴、九巴               | 113                      | 彩虹                     | 堅尼地城（卑路乍灣）     |
| 城巴、九巴               | 115                      | 九龍城碼頭               | 中環（港澳碼頭）         |
| 城巴、九巴               | 115P                     | 海逸豪園                 | 中環（港澳碼頭）         |
| 城巴、九巴               | 116                      | 慈雲山（中）             | 鰂魚涌（祐民街）         |
| 城巴、九巴               | 117                      | 深水埗（欽州街）         | 跑馬地（下）             |
| 城巴、九巴               | 118                      | 長沙灣（深旺道）         | 小西灣（藍灣半島）       |
| 城巴、九巴               | 118P                     | 長沙灣（深旺道）         | 小西灣（藍灣半島）       |
| 城巴、九巴               | 170                      | 沙田站                   | 華富（中）               |
| 城巴、九巴               | 171                      | 荔枝角                   | 海怡半島                 |
| 城巴、九巴               | 182                      | 愉翠苑                   | 中環（港澳碼頭）         |

## 使用車輛
本線自開線至2011年8月中，受到仁風街的路面限制影響，因此只能派出長度不超過11.3米的巴士行走，除非因仁風街封閉而改道途經北拱街、信用街往佛光街。
初期九巴曾經派出利蘭奧林比安9.5米及都城嘉慕威曼都城巴士9.7米行走本線。本線加入空調巴士後，只能採用短身9.9米丹尼士巨龍，2001年才開始引入10.6米丹尼士三叉戟低地台雙層巴士行走，其中兩部曾被噴上特別的油漆，造成綠、紫的色彩變化效果，九巴將之命名為「綠悠悠巴士」。
中巴一直派出利蘭勝利二型行走本線，至新巴接手營運初期仍派出利蘭勝利二型及利蘭珍寶，後來改派利蘭奧林比安11米巴士行走，改為全空調巴士服務後，新巴亦只能採用前中巴的「3A黨」（DA/VA/LA）和10.6米丹尼士三叉戟，但隨著新巴大量售出後者予九鐵巴士部（即現港鐵巴士），甚少出現在本線，即使新巴2009年引入11.3米亞歷山大丹尼士Enviro 500，由於該款巴士為歐盟四型引擎，需要採用AdBlue（尿素）作分解引擎廢氣，而新巴堅尼地城車廠未有該等設備，以致一直未能派往本線。直至2010年3月3日，新巴堅尼地城車廠AdBlue設備正式啟用，本線才獲派出該款巴士行走，以提升服務水平。
2011年8月中，仁風街因進行港鐵觀塘綫延綫工程而封閉，本線改經北拱街及信用街前往佛光街，派車不再受限制。新巴曾派出12米丹尼士巨龍行走109線，令本線首度有12米車行走。由2012年10月起，兩巴正式改以12米巴士為109線主力。
2019年下旬，本線新巴班次獲批准使用亞歷山大丹尼士Enviro 500 MMC 12.8米（61XX-62XX）巴士行走，而新巴唯一的猛獅A95 12.8米（6090）亦曾行走本路線
九巴現時用車包括5輛九巴亞歷山大丹尼士Enviro 500 MMC 12米（ATENU），均屬荔枝角車廠。
| 車隊編號 | 車牌   |
| -------- | ------ |
| ATENU526 | TK6529 |
| ATENU529 | TK7298 |
| ATENU534 | TL1243 |
| ATENU663 | TP2881 |
| ATENU888 | TW9678 |

城巴方面共派出6輛雙層巴士，主要為：亞歷山大丹尼士Enviro 400 10.5米（38XX）、亞歷山大丹尼士Enviro 500（11.3米40XX、12米55XX）、亞歷山大丹尼士Enviro 500 MMC（11.3米40XX、12米55XX-58XX、12.8米61XX-62XX）、富豪B9TL（11.3米45XX、12米52XX）及富豪B8L 12米（523X）。

## 行車路線
何文田開經：常富街、佛光街、忠孝街、佛光街、和衷街、漆咸道北、康莊道、海底隧道、堅拿道天橋、堅拿道東、摩理臣山道、皇后大道東、金鐘道、德輔道中、禧利街、干諾道中及港澳碼頭通道。
中環（港澳碼頭）開經：港澳碼頭通道、干諾道中、林士街、德輔道中、金鐘道、皇后大道東、摩理臣山道、禮頓道、堅拿道西、堅拿道天橋、海底隧道、康莊道、漆咸道北、仁風街、佛光街、忠孝街、佛光街及常富街。

### 沿線車站

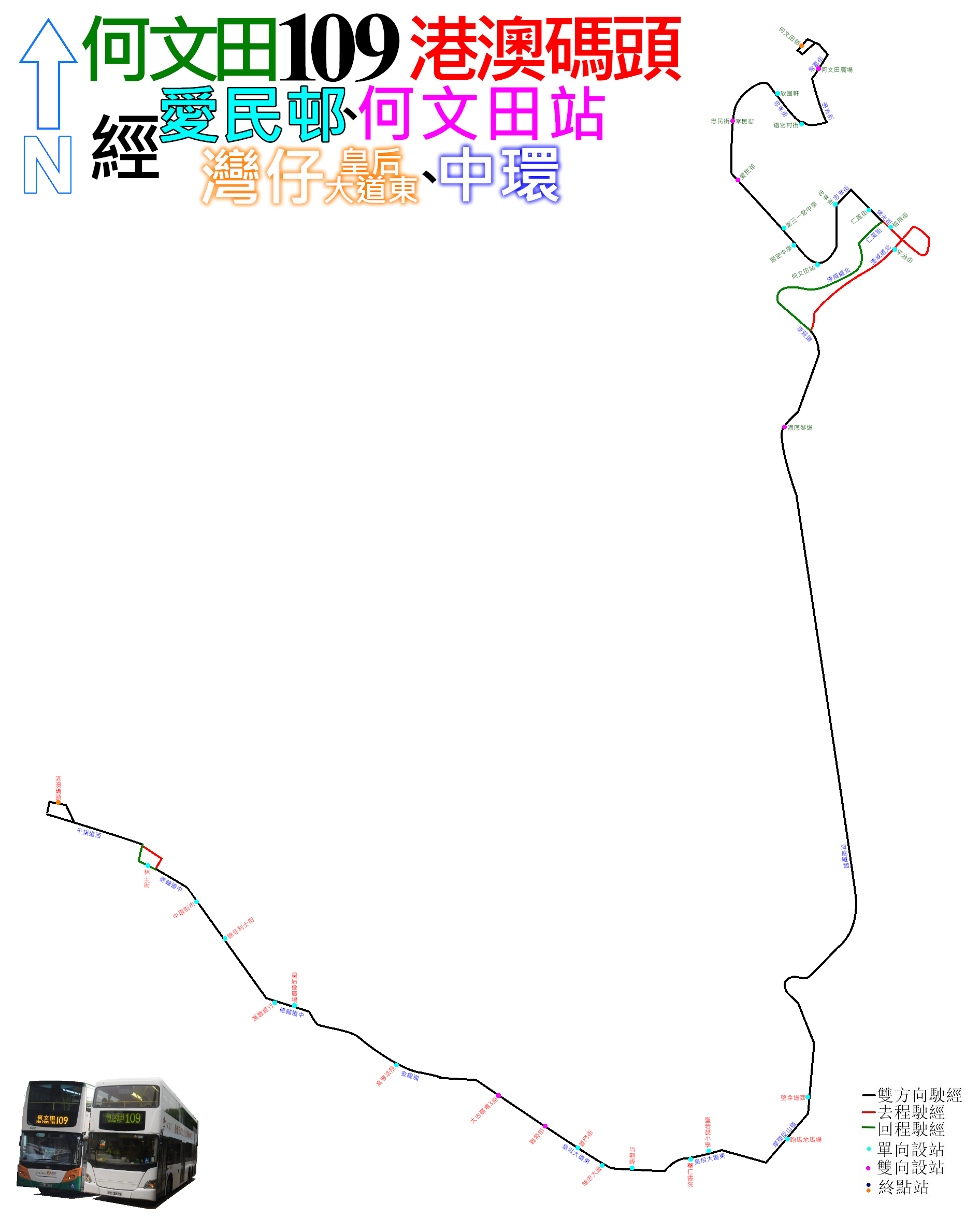
此線的走線圖

| 何文田開 | 何文田開                 | 何文田開                 | 中環（港澳碼頭）開 | 中環（港澳碼頭）開       | 中環（港澳碼頭）開       |
| 序號     | 車站名稱                 | 位置                     | 序號               | 車站名稱                 | 位置                     |
| -------- | ------------------------ | ------------------------ | ------------------ | ------------------------ | ------------------------ |
| 1        | 何文田巴士總站           | 何文田邨公共運輸交匯處   | 1                  | 中環（港澳碼頭）         | 中環（港澳碼頭）巴士總站 |
| 2        | 何文田廣場               | 常富街                   | 2                  | 林士街                   | 德輔道中                 |
| 3        | 迦密村街                 | 忠孝街                   | 3                  | 德忌利士街               | 德輔道中                 |
| 4        | 孝民街                   | 忠孝街                   | 4                  | 皇后像廣場               | 德輔道中                 |
| 5        | 愛民邨                   | 愛民巴士總站             | 5                  | 太古廣場三座             | 皇后大道東               |
| 6        | 聖三一堂中學             | 忠孝街                   | 6                  | 聯發街                   | 皇后大道東               |
| 7        | 忠孝街                   | 忠孝街                   | 7                  | 廈門街                   | 皇后大道東               |
| 8        | 信用街                   | 佛光街                   | 8                  | 尚翹峰                   | 皇后大道東               |
| 9        | 平治街                   | 漆咸道北                 | 9                  | 聖若瑟小學               | 皇后大道東               |
| 10       | 紅磡海底隧道轉車站（B2） | 康莊道                   | 10                 | 堅拿道西                 | 堅拿道西                 |
| 11       | 跑馬地馬場               | 摩理臣山道               | 11                 | 紅磡海底隧道轉車站（C3） | 康莊道                   |
| 12       | 香港華仁書院             | 皇后大道東               | 12                 | 仁風街                   | 佛光街                   |
| 13       | 胡忠大廈                 | 皇后大道東               | 13                 | 何文田站                 | 何文田站公共運輸交匯處   |
| 14       | 聯發街                   | 皇后大道東               | 14                 | 迦密中學                 | 忠孝街                   |
| 15       | 太古廣場三座             | 皇后大道東               | 15                 | 愛民邨                   | 忠孝街                   |
| 16       | 金鐘站－高等法院         | 金鐘道                   | 16                 | 忠民街                   | 忠孝街                   |
| 17       | 匯豐總行大廈             | 德輔道中                 | 17                 | 欣圖軒                   | 忠孝街                   |
| 18       | 中環街市                 | 德輔道中                 | 18                 | 何文田廣場               | 常富街                   |
| 19       | 中環（港澳碼頭）         | 中環（港澳碼頭）巴士總站 | 19                 | 何文田巴士總站           | 何文田邨公共運輸交匯處   |